# 418 Alemannia
418 Alemannia eller 1896 CV är en asteroid i huvudbältet, som upptäcktes 7 september 1896 av den tyske astronomen Max Wolf. Den är uppkallad efter Alemannia vid universitetet i Heidelberg.
Asteroiden har en diameter på ungefär 40 kilometer.